# 검은이마다이커
검은이마다이커(Cephalophus nigrifrons)는 아프리카 중부와 중서부에서 발견되는 작은 다이커의 일종이다. 평균 어깨 높이는 43cm, 평균 몸무게는 10kg 정도이다. 먼 남쪽의 앙골라에서도 발견된다.